# Tercera Federación - Grupo XII 2024-25
La temporada 2024-25 del Grupo XII de la Tercera Federación de fútbol comenzó el 8 de septiembre de 2024 y finalizó el 11 de mayo de 2025. Entre el 18 de mayo y el 7 de junio se ha disputado la promoción de ascenso en su fase territorial, y finalizó en su fase nacional del 15 al 22 de junio. Se trata de la cuarta edición tras la restructuración de las categorías no profesionales por parte de la RFEF a causa de la pandemia global causada por el Coronavirus; y es la quinta categoría a nivel nacional.

## Sistema de competición
Participan dieciocho clubes encuadrados en un único grupo. Se enfrentan todos contra todos en dos ocasiones -una en campo propio y otra en campo contrario- durante un total de 34 jornadas. El orden de los encuentros se decide por sorteo antes de empezar la competición. La Federación de Fútbol de Canarias es la responsable de designar las fechas de los partidos y los árbitros de cada encuentro, reservando al equipo local la potestad de fijar el horario exacto de cada encuentro.
Una vez finalizada la competición, el primer clasificado asciende directamente a Segunda Federación y se proclama campeón de Tercera Federación.
Los clasificados entre el segundo y el quinto lugar disputan un Play Off territorial en formato de eliminatorias a doble partido ida y vuelta. En caso de empate el vencedor de la eliminatoria es el equipo mejor clasificado. El equipo vencedor de este Play Off se clasifica a la Promoción de ascenso a Segunda Federación que tiene carácter de final interterritorial.
Los tres últimos clasificados descienden directamente a las ligas interinsulares preferentes de Las Palmas y Tenerife. Puede haber más descensos por arrastre provocados por descensos de superior categoría.

## Ascensos y descensos
| Pos. | Ascendidos a 2.ª Federación |
| ---- | --------------------------- |
| 1º   | C. D. Tenerife "B"          |
| 3º   | C. D. Unión Sur Yaiza       |

| Pos. | Descendidos de 2.ª Federación |
| ---- | ----------------------------- |
| 15º  | U. D. San Fernando            |
| 17º  | C. D. Mensajero               |

| Pos.       | Ascendidos de Interinsular Preferentes |
| ---------- | -------------------------------------- |
| 2º LP      | C. F. Unión Viera                      |
| 3º LP      | Estrella C. F.                         |
| 1º TN G1   | U. D. Los Llanos de Aridane            |
| Playoff TN | C. D. Arcángel San Miguel              |

| Pos. | Descendidos a Interinsular Preferentes |
| ---- | -------------------------------------- |
| 15.º | Atlético Victoria                      |
| 16.º | U. D. Teror Balompié                   |
| 17.º | U. D. Gran Tarajal                     |
| 18.º | C. D. La Cuadra                        |

## Equipos

### Listado de equipos
| Equipo                           | Localidad                     | Estadio                             | Capacidad |
| -------------------------------- | ----------------------------- | ----------------------------------- | --------- |
| C. D. Arcángel San Miguel        | San Miguel de Abona           | I.D.M. San Miguel                   |           |
| Arucas C. F.                     | Arucas                        | Tonono                              | 1000      |
| C. D. Buzanada                   | Buzanada (Arona)              | Campo municipal Clementina de Bello | 1000      |
| Estrella C. F.                   | Santa Lucía de Tirajana       | Las Palmitas                        | 1500      |
| C. D. Herbania                   | Puerto del Rosario            | Municipal Risco Prieto              | 2500      |
| U. D. Ibarra                     | Las Galletas (Arona)          | Municipal Villa Isabel              | 3000      |
| U. D. Lanzarote                  | Arrecife                      | Ciudad deportiva de Lanzarote       | 7000      |
| Las Palmas Atlético              | Las Palmas de Gran Canaria    | Anexo Gran Canaria                  | 2000      |
| U. D. Los Llanos de Aridane      | Los Llanos de Aridane         | Aceró                               | 2500      |
| C. D. Marino                     | Playa de las Américas (Arona) | Antonio Domínguez Alfonso           | 7500      |
| C. D. Mensajero                  | Santa Cruz de La Palma        | Silvestre Carrillo                  | 4000      |
| C. F. Panadería Pulido San Mateo | Vega de San Mateo             | Municipal Vega de San Mateo         | 2000      |
| San Bartolomé C. F.              | San Bartolomé                 | Municipal Las Palmeras              | 2000      |
| U. D. San Fernando               | Maspalomas                    | Municipal de Maspalomas             | 4000      |
| C. D. CRI Santa Úrsula           | Santa Úrsula                  | Argelio Tabares                     | 2000      |
| U. D. Tamaraceite                | Las Palmas de Gran Canaria    | Juan Guedes                         | 1100      |
| C. F. Unión Viera                | Las Palmas de Gran Canaria    | Estadio Alfonso Silva               | 3000      |
| U. D. Villa de Santa Brígida     | Santa Brígida                 | Municipal de Los Olivos             | 600       |

| Arcángel San Miguel Arucas Buzanada Estrella Herbania Ibarra Lanzarote Las Palmas At. Los Llanos de Aridane Marino Mensajero P.Pulido S.Mateo San Bartolomé San Fernando Santa Úrsula Tamaraceite Unión Viera Santa Brígida |

### Equipos por Isla
| N.º | Isla          | Equipos | Provincia              |
| --- | ------------- | --- | ---------------------- |
| 1   | Fuerteventura | Herbania | Las Palmas             |
| 8   | Gran Canaria  | Arucas, Estrella, Las Palmas Atlético, Panadería Pulido San Mateo, San Fernando, Tamaraceite, Unión Viera y Villa Santa Brígida | Las Palmas             |
| 2   | Lanzarote     | Lanzarote y San Bartolomé | Las Palmas             |
| 5   | Tenerife      | Arcángel San Miguel, Buzanada, Ibarra, Marino y Santa Úrsula                                                                    | Santa Cruz de Tenerife |
| 2   | La Palma      | Los Llanos de Aridane y Mensajero                                                                                               | Santa Cruz de Tenerife |

## Clasificación
| Pos. | Equipo                           | Pts. | PJ | G  | E  | P  | GF | GC | Dif. |                                                       |
| ---- | -------------------------------- | ---- | -- | -- | -- | -- | -- | -- | ---- | ----------------------------------------------------- |
| 1    | Las Palmas Atlético (A, C)       | 76   | 34 | 22 | 10 | 2  | 66 | 17 | +49  | Ascenso a Segunda Federación                          |
| 2    | U. D. San Fernando               | 73   | 34 | 21 | 10 | 3  | 58 | 20 | +38  | Play-Offs Ascenso a Segunda Federación y Copa del Rey |
| 3    | U. D. Tamaraceite                | 63   | 34 | 18 | 9  | 7  | 48 | 29 | +19  | Play-Offs Ascenso a Segunda Federación                |
| 4    | U. D. Ibarra                     | 59   | 34 | 18 | 5  | 11 | 49 | 40 | +9   | Play-Offs Ascenso a Segunda Federación                |
| 5    | C. D. Mensajero                  | 56   | 34 | 16 | 8  | 10 | 50 | 37 | +13  | Play-Offs Ascenso a Segunda Federación                |
| 6    | U. D. Lanzarote                  | 55   | 34 | 16 | 7  | 11 | 56 | 33 | +23  |                                                       |
| 7    | C. F. Panadería Pulido San Mateo | 50   | 34 | 13 | 11 | 10 | 45 | 39 | +6   |                                                       |
| 8    | C. D. Marino                     | 47   | 34 | 12 | 11 | 11 | 43 | 45 | −2   |                                                       |
| 9    | Arucas C. F.                     | 45   | 34 | 12 | 9  | 13 | 38 | 36 | +2   |                                                       |
| 10   | San Bartolomé C. F.              | 45   | 34 | 10 | 15 | 9  | 43 | 35 | +8   |                                                       |
| 11   | U. D. Villa de Santa Brígida     | 41   | 34 | 10 | 11 | 13 | 34 | 42 | −8   |                                                       |
| 12   | C. D. Herbania                   | 40   | 34 | 10 | 10 | 14 | 33 | 41 | −8   |                                                       |
| 13   | C. D. CRI Santa Úrsula           | 40   | 34 | 10 | 10 | 14 | 29 | 42 | −13  |                                                       |
| 14   | C. D. Arcángel San Miguel (D)    | 37   | 34 | 10 | 7  | 17 | 36 | 54 | −18  | Descenso a Interinsular Preferente por arrastre       |
| 15   | C. D. Buzanada (D)               | 32   | 34 | 9  | 5  | 20 | 27 | 54 | −27  | Descenso a Interinsular Preferente por arrastre       |
| 16   | Estrella C. F. (D)               | 30   | 34 | 7  | 9  | 18 | 30 | 57 | −27  | Descenso a Interinsular Preferente                    |
| 17   | Los Llanos de Aridane (D)        | 28   | 34 | 7  | 7  | 20 | 25 | 52 | −27  | Descenso a Interinsular Preferente                    |
| 18   | C. F. Unión Viera (D)            | 19   | 34 | 3  | 10 | 21 | 28 | 65 | −37  | Descenso a Interinsular Preferente                    |

Actualizado a los partidos jugados el 11 de mayo de 2025.
 Fuente: BeSoccer

## Resultados
| Local \ Visitante                | ARC | ARU | BUZ | EST | HER | IBA | LAN | LAS | LOS | MAR | MEN | PAN | SNB | SNF | STU | TAM | UNI | VSB |
| -------------------------------- | --- | --- | --- | --- | --- | --- | --- | --- | --- | --- | --- | --- | --- | --- | --- | --- | --- | --- |
| C. D. Arcángel San Miguel        | —   | 1–0 | 1–3 | 3–2 | 4–1 | 2–4 | 0–2 | 1–4 | 3–1 | 0–1 | 1–1 | 2–1 | 0–0 | 1–1 | 2–1 | 2–1 | 1–2 | 2–0 |
| Arucas C. F.                     | 2–2 | —   | 5–1 | 2–0 | 1–0 | 1–2 | 2–3 | 0–1 | 1–0 | 1–1 | 0–0 | 1–1 | 1–0 | 0–1 | 1–0 | 0–0 | 2–1 | 0–3 |
| C. D. Buzanada                   | 0–1 | 1–5 | —   | 1–1 | 0–1 | 2–1 | 2–1 | 0–2 | 3–1 | 1–0 | 3–1 | 1–2 | 0–2 | 0–3 | 1–1 | 0–1 | 1–1 | 1–0 |
| Estrella C. F.                   | 2–1 | 3–2 | 1–0 | —   | 2–1 | 1–2 | 1–1 | 0–2 | 0–0 | 2–2 | 1–3 | 1–2 | 2–1 | 0–0 | 1–1 | 0–4 | 0–0 | 1–0 |
| C. D. Herbania                   | 3–1 | 0–0 | 3–2 | 1–0 | —   | 2–0 | 1–1 | 0–2 | 0–1 | 2–3 | 0–3 | 0–3 | 1–0 | 1–1 | 0–1 | 2–2 | 1–0 | 3–1 |
| U. D. Ibarra                     | 1–1 | 2–0 | 2–0 | 2–0 | 1–0 | —   | 2–0 | 1–1 | 2–0 | 2–1 | 3–0 | 1–0 | 2–0 | 0–1 | 1–0 | 3–1 | 0–2 | 2–1 |
| U. D. Lanzarote                  | 0–1 | 1–0 | 2–0 | 2–0 | 0–0 | 2–0 | —   | 1–1 | 3–0 | 3–0 | 2–0 | 1–1 | 0–0 | 0–3 | 7–0 | 0–1 | 4–0 | 4–0 |
| Las Palmas Atlético              | 4–0 | 0–0 | 3–0 | 3–0 | 0–0 | 2–0 | 2–1 | —   | 2–0 | 6–0 | 3–1 | 1–1 | 5–1 | 1–0 | 2–0 | 2–0 | 3–1 | 0–0 |
| Los Llanos de Aridane            | 2–1 | 4–0 | 1–0 | 3–1 | 0–1 | 2–1 | 0–1 | 0–3 | —   | 0–2 | 0–2 | 1–2 | 1–1 | 0–0 | 2–3 | 0–2 | 2–0 | 0–0 |
| C. D. Marino                     | 1–1 | 0–0 | 2–0 | 4–1 | 2–2 | 1–1 | 2–4 | 1–1 | 4–0 | —   | 0–1 | 1–1 | 1–0 | 3–1 | 1–1 | 0–3 | 1–0 | 1–0 |
| C. D. Mensajero                  | 1–0 | 0–0 | 4–1 | 3–2 | 2–1 | 2–2 | 2–1 | 1–0 | 1–0 | 1–2 | —   | 2–3 | 0–1 | 1–1 | 2–0 | 1–2 | 4–1 | 5–1 |
| C. F. Panadería Pulido San Mateo | 1–0 | 1–3 | 0–1 | 0–0 | 1–0 | 0–2 | 3–1 | 1–1 | 1–1 | 3–0 | 2–0 | —   | 1–1 | 0–1 | 2–1 | 3–1 | 4–2 | 0–0 |
| San Bartolomé C. F.              | 4–0 | 0–1 | 0–0 | 1–0 | 2–2 | 4–1 | 1–1 | 0–1 | 0–0 | 0–2 | 2–2 | 1–1 | —   | 1–0 | 3–1 | 0–0 | 4–0 | 2–0 |
| U. D. San Fernando               | 3–0 | 4–1 | 2–1 | 6–1 | 1–0 | 3–1 | 2–1 | 1–1 | 3–0 | 2–1 | 0–0 | 3–2 | 0–0 | —   | 1–0 | 1–1 | 4–1 | 2–0 |
| C. D. CRI Santa Úrsula           | 2–1 | 2–1 | 0–0 | 0–0 | 1–2 | 2–3 | 1–2 | 1–3 | 1–0 | 1–0 | 0–0 | 1–0 | 0–0 | 1–1 | —   | 1–0 | 2–0 | 0–1 |
| U. D. Tamaraceite                | 2–0 | 1–0 | 2–0 | 2–1 | 1–0 | 1–0 | 2–1 | 3–2 | 2–1 | 1–0 | 0–1 | 4–0 | 2–2 | 0–2 | 1–1 | —   | 1–0 | 1–1 |
| C. F. Unión Viera                | 0–0 | 0–3 | 2–0 | 0–2 | 1–1 | 1–1 | 0–1 | 1–2 | 2–2 | 2–2 | 1–3 | 1–1 | 4–6 | 0–2 | 0–1 | 1–1 | —   | 0–0 |
| U. D. Villa de Santa Brígida     | 1–0 | 0–2 | 0–1 | 2–1 | 1–1 | 4–1 | 3–2 | 0–0 | 3–0 | 1–1 | 1–0 | 2–1 | 3–3 | 0–2 | 1–1 | 1–1 | 3–1 | —   |

## Play Off de Ascenso a Segunda Federación
|  | Semifinales                                          | Semifinales                                          | Semifinales                                          | Semifinales                                          | Semifinales                                          |   |     | Final                                                | Final                                                | Final                                                | Final                                                | Final                                                |  |
|  | 17 de mayo de 2025 (ida) 24 de mayo de 2025 (vuelta) | 17 de mayo de 2025 (ida) 24 de mayo de 2025 (vuelta) | 17 de mayo de 2025 (ida) 24 de mayo de 2025 (vuelta) | 17 de mayo de 2025 (ida) 24 de mayo de 2025 (vuelta) | 17 de mayo de 2025 (ida) 24 de mayo de 2025 (vuelta) |   |     | 31 de mayo de 2025 (ida) 7 de junio de 2025 (vuelta) | 31 de mayo de 2025 (ida) 7 de junio de 2025 (vuelta) | 31 de mayo de 2025 (ida) 7 de junio de 2025 (vuelta) | 31 de mayo de 2025 (ida) 7 de junio de 2025 (vuelta) | 31 de mayo de 2025 (ida) 7 de junio de 2025 (vuelta) |  |
|  |                                                      |                                                      |                                                      |                                                      |                                                      |   |     |                                                      |                                                      |                                                      |                                                      |                                                      |  |
|  |                                                      |                                                      |                                                      |                                                      |                                                      |   |     |                                                      |                                                      |                                                      |                                                      |                                                      |  |
|  | 4.º                                                  | U. D. Ibarra                                         | 1                                                    | 0                                                    | 1                                                    |   |     |                                                      |                                                      |                                                      |                                                      |                                                      |  |
|  | 4.º                                                  | U. D. Ibarra                                         | 1                                                    | 0                                                    | 1                                                    |   |     |                                                      |                                                      |                                                      |                                                      |                                                      |  |
|  | 3.º                                                  | U. D. Tamaraceite                                    | 0                                                    | 3                                                    | 3                                                    |   |     |                                                      |                                                      |                                                      |                                                      |                                                      |  |
|  | 3.º                                                  | U. D. Tamaraceite                                    | 0                                                    | 3                                                    | 3                                                    |   | 3.º | U. D. Tamaraceite                                    | 1                                                    | 0                                                    | 1                                                    |                                                      |  |
|  |                                                      |                                                      |                                                      |                                                      |                                                      |   | 3.º | U. D. Tamaraceite                                    | 1                                                    | 0                                                    | 1                                                    |                                                      |  |
|  |                                                      |                                                      | 2.º                                                  | U. D. San Fernando                                   | 1                                                    | 0 | 1   |                                                      |                                                      |                                                      |                                                      |                                                      |  |
|  | 5.º                                                  | C. D. Mensajero                                      | 2.º                                                  | U. D. San Fernando                                   | 1                                                    | 0 | 1   | 1                                                    | 0                                                    | 1                                                    |                                                      |                                                      |  |
|  | 5.º                                                  | C. D. Mensajero                                      |                                                      |                                                      |                                                      |   |     | 1                                                    | 0                                                    | 1                                                    |                                                      |                                                      |  |
|  | 2.º                                                  | U. D. San Fernando                                   | 1                                                    | 2                                                    | 3                                                    |   |     |                                                      |                                                      |                                                      |                                                      |                                                      |  |
|  | 2.º                                                  | U. D. San Fernando                                   | 1                                                    | 2                                                    | 3                                                    |   |     |                                                      |                                                      |                                                      |                                                      |                                                      |  |
|  |                                                      |                                                      |                                                      |                                                      |                                                      |   |     |                                                      |                                                      |                                                      |                                                      |                                                      |  |

1. ↑  En caso de empate pasa el equipo clasificado en mejor posición en la fase regular.